# Бекфорд, Роксанн
Рокса́нн Бе́кфорд (Ходж) (англ. Roxanne Beckford Hoge; 17 ноября 1969, Кингстон, Ямайка) — американская актриса и кинопродюсер.

## Биография
Роксанн Бекфорд родилась 17 ноября 1969 года в Кингстоне (Ямайка), но позже она переехала в США, где в 1991 году и начала свою кинокарьеру.

## Карьера
Роксанн дебютировала в кино в 1991 году, сыграв роль Лейни в фильме «История с ограблением». В 1998 году Бекфорд сыграла роль и спродюсировала фильм «Женись на мне или умри», за роль в котором она получила премию New York International Independent Film and Video Festival в номинации «Лучшая пара в романтической комедии» (с Бобом Ходжом). В 2003 году она сыграла роль хэмптонской медсестры в фильме «Любовь по правилам и без». Всего сыграла в 52-х фильмах и телесериалах.
Также Роксанн является художницей и в связи с этим в 1998 году она помогала при съёмках фильма «Крестник».

## Личная жизнь
С 6 июля 1996 года Роксанн замужем за актёром Бобом Ходжом. У супругов есть четверо детей: сын Кэмерон Ходж, дочь Лила Ходж и дочери-близнецы — Эйприл Кристен Ходж и Джорджия Элис Ходж (род.11.04.2005).

## Фильмография
| Год       |    | Русское название                      | Оригинальное название                    | Роль                                    |
| --------- | -- | ------------------------------------- | ---------------------------------------- | --------------------------------------- |
| 1991      | ф  | История с ограблением                 | The Linguini Incident                    | Лейни                                   |
| 1991      | с  | Другой мир                            | A Different World                        | Кортни                                  |
| 1992      | с  | Паркер Льюис не может проиграть       | Parker Lewis Can't Lose                  | Криста                                  |
| 1992      | с  | Принц из Беверли-Хиллз                | The Fresh Prince of Bel-Air              | невеста                                 |
| 1992      | с  | Голова Германа                        | Herman's Head                            | Сьюзан Брэкен                           |
| 1993      | с  | Тусоваться с мистером Купером         | Hangin' with Mr. Cooper                  | Тереза                                  |
| 1993      | ф  | Человек-метеор                        | The Meteor Man                           | девушка в молле                         |
| 1995      | с  | Быть родителем                        | The Parent 'Hood                         | Минди                                   |
| 1995      | с  | Холостые мужчины и незамужние женщины | Living Single                            | Мелисса                                 |
| 1995      | с  | Сопровождающий                        | Pointman                                 | Сперри Фонтейн                          |
| 1995      | ф  | Отец невесты 2                        | Father of the Bride Part II              | медсестра Нины                          |
| 1995—1996 | мс | Черепашки-ниндзя                      | Teenage Mutant Ninja Turtles             | Меррик (озвучивание)                    |
| 1996      | мс | Гаргульи. Хроники Голиафа             | Gargoyles                                | Теа/Бет Маца (озвучивание)              |
| 1996      | с  | Диагноз: убийство                     | Diagnosis: Murder                        | Сильвана Кент                           |
| 1998      | ф  | Женись на мне или умри                | Marry Me or Die                          | имя персонажа неизвестно                |
| 1999      | с  | Хьюли                                 | The Hughleys                             | Стейси Миллс                            |
| 1999      | с  | Фирменный рецепт                      | Becker                                   | Франсин                                 |
| 1999      | с  | Шоу Стива Харви                       | The Steve Harvey Show                    | Симона Дюпри                            |
| 2002      | с  | Да, дорогая!                          | Yes, Dear                                | медсестра                               |
| 2003      | ф  | Любовь по правилам и без              | Something's Gotta Give                   | хэмптонская медсестра                   |
| 2003      | с  | C.S.I.: Место преступления            | CSI: Crime Scene Investigation           | Марлен Митчелл                          |
| 2004      | с  | Доктор Вегас                          | Dr. Vegas                                | Карен                                   |
| 2005      | с  | Половинка и половинка                 | Half & Half                              | Анджела                                 |
| 2005      | ф  | Колдунья                              | Bewitched                                | Фрэнсин                                 |
| 2005      | с  | Шоу Берни Мака                        | The Bernie Mac Show                      | беременная женщина                      |
| 2006      | с  | Как сказал Джим                       | According to Jim                         | женщина                                 |
| 2006      | с  | Декстер                               | Dexter                                   | репортёр Кэндис ДеСалли                 |
| 2008      | с  | Воздействие                           | Leverage                                 | доктор Кестер                           |
| 2009      | с  | Мыслить как преступник                | Criminal Minds                           | медицинский ревизор                     |
| 2009      | с  | Ханна Монтана                         | Hannah Montana                           | Клементин                               |
| 2009      | с  | Тайная жизнь американского подростка  | The Secret Life of the American Teenager | соседка                                 |
| 2009      | с  | Новые приключения старой Кристин      | The New Adventures of Old Christine      | гимнастка                               |
| 2009      | с  | Мужчины среднего возраста             | Men of a Certain Age                     | мама № 2                                |
| 2010      | с  | Фишки. Деньги. Адвокаты               | The Defenders                            | Форман                                  |
| 2011      | с  | Добиться или сломаться                | Make It or Break It                      | здоровый член палаты представителей № 2 |
| 2012      | с  | Двойник                               | Ringer                                   | доктор                                  |
| 2012      | ки | Diablo III                            | Diablo III                               | озвучивание                             |
| 2014      | с  | Милые обманщицы                       | Pretty Little Liars                      | заменяющая учительница                  |
| 2014      | ки | Diablo III: Reaper of Souls           | Diablo III: Reaper of Souls              | озвучивание                             |
| 2015      | с  | Плохая судья                          | Bad Judge                                | адвокат                                 |
| 2015      | с  | C.S.I.: Киберпространство             | CSI: Cyber                               | Изабелла                                |
| 2016      | с  | Бесстыжие                             | Shameless                                | доктор Пау                              |
| 2020      | с  | Спецназ                               | SEAL Team                                | американский посол                      |
|           | ф  | Город ангелов                         | Angel City                               | Мария                                   |

продюсер
- 2003 — «Женись на мне или умри» / Marry Me or Die

художница
- 1998 — «Крестник[англ.]» / The Godson